# Campo caravan

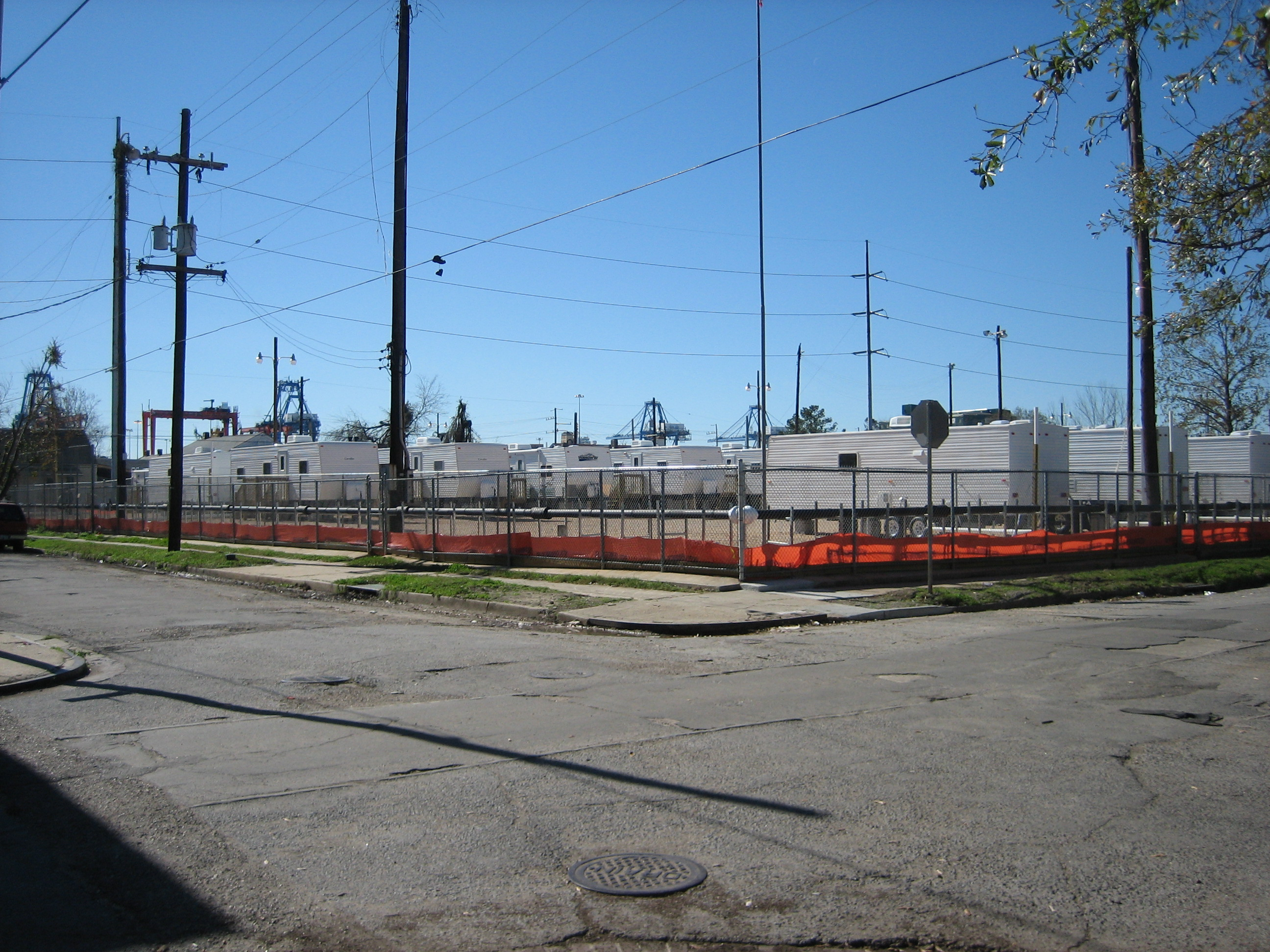
Un campo caravan a New Orleans nel 2005, all'indomani dell'uragano Katrina, allestito dal FeMA per le persone rimaste senza casa

Un campo caravan è un insediamento urbano che consiste di un'area di terra attrezzata con piazzole in cemento e connessione rimovibile a servizi di acqua corrente, elettricità, gas e fognature dove i caravan possono parcheggiare per lungo tempo rimanendo pienamente operativi come abitazioni.
Quando utilizzato adeguatamente, il termine si riferisce soltanto ad aree dove stazionano roulotte o altri veicoli che sono progettati per l'impiego ricreativo, e che soltanto come ripiego possono essere impiegati come abitazioni stabili. Il termine può anche essere utilizzato in un modo denigratorio per riferirsi ai parcheggi di case mobili o comunità abitative (temporanee o semi-permanenti) di prefabbricati, spesso sistemati o edificati come risposta alla presenza di persone sfollate in seguito ad una calamità naturale.

## Descrizione

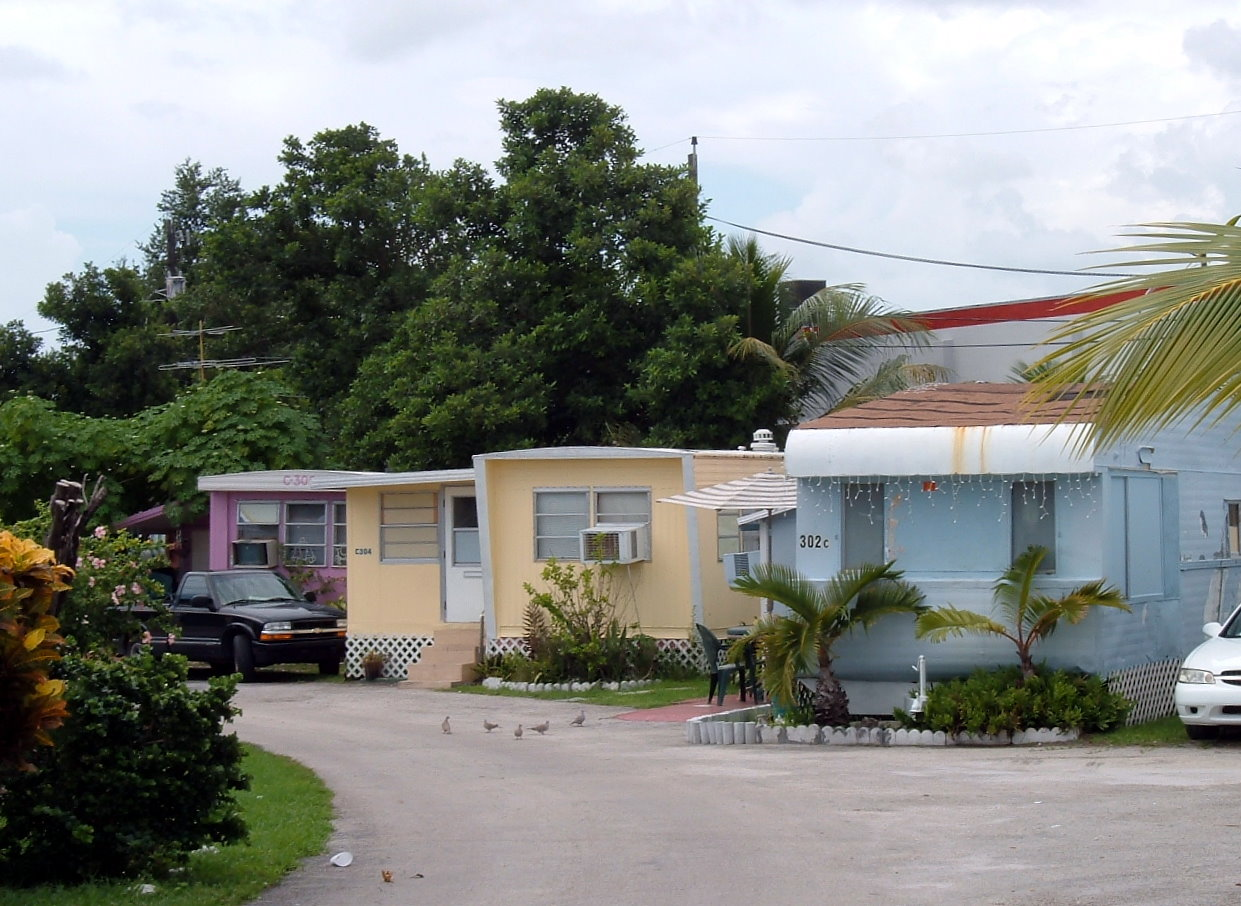
Un campo caravan a West Miami

Negli Stati Uniti, i tornado e gli uragani spesso infliggono i peggiori danni sulle comunità di caravan, di solito perché le loro strutture non vengono saldamente assicurate al terreno e dal momento che i materiali di cui sono costruiti sono significativamente meno capaci di sopportare alte velocità dei venti rispetto alle costruzioni abitative normali.
In alcuni paesi il vivere in un trailer è una delle opzioni di residenza indipendente più economiche, soltanto un gradino al di sopra della condizione di senzatetto. Come risultato negli USA si sono consolidati molti stereotipi riguardo alle persone che abitano in questo tipo di campeggi, che sono simili ad altri stereotipi riguardanti i poveri oppure la gente che espone certi tipi di convinzioni politiche.  
D'altra parte, negli anni recenti è diventato più accettabile socialmente il vivere in un "trailer park". Miglioramenti sostanziali nelle dimensioni e nelle amenità dei caravan e di altri veicoli ricreativi, assieme allo sviluppo della rete internet, hanno fatto diventare uno stile di vita semi-nomade molto popolare tra i pensionati, scrittori, consulenti di ogni tipo e molti di quelli che hanno un reddito non dipendente dallo stabilirsi in una località prefissata. L'aumento della popolarità di veicoli autocaravan come il Winnebago ha portato a vistosi miglioramenti delle strutture di molti di questi parchi attrezzati per roulotte.
In Europa, particolarmente in Germania e Spagna, vi sono alcuni campi di trailer in aree occupate da squatter, anche nell'ambito dei centri urbani (Amburgo, Barcellona, Berlino, eccetera). Sono comunemente conosciuti come Wagenburg (borghi di vagoni), Wagendorf o Bauwagenplatz e la gente che vi risiede spesso viene associata con il movimento punk e l'etica punk DIY.